# Kieler Actien-Brauerei

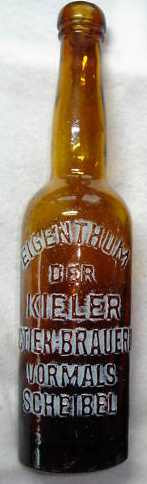
Flasche

Die Kieler Actien-Brauerei war eine Brauerei in Kiel.

## Geschichte
Die Gruppe Geber-Stahlschmidt gründete die Brauerei Consul Carl Scheibel, die 1872 in die Kieler Actien-Brauerei umgewandelt wurde. 1895 wurde die Brauerei erheblich erweitert, dazu begab die Commerzbank für diese Brauerei eine 4,5 %-Hypothekar-Anleihe von einer Million Mark. Von 1876 bis 1917 wurde das Brauerei-Gelände an der Max-Planck-Straße von dieser Brauerei genutzt. Die „Brauerei Zur Eiche vormals Schwensen & Fehrs in Kiel zu Kiel“ übernahm am 27. September 1930 die „Kieler Actien-Brauerei vormals Scheibel“ durch Fusion mit Wirkung ab 1. Oktober 1929. Die Eiche-Brauerei wurde 1979 von Berliner Kindl übernommen.

## Gebäude an der Max-Planck-Straße
1846 wurden zwischen der heutigen Max-Planck-Straße und dem Kreienbarg an der Moorteichwiese von der Brauerei Willrodt unterirdische Brauerei-Betriebsräume errichtet und das Ausflugslokal „Felsenhalle“ gebaut. Maschinengebäude, Fasslager, Böttcherei und fünf Lagerkeller wurden gebaut. 1872 wurden die Kellergewölbe erweitert.
Im Dezember 2010 stürzten 100 Quadratmeter Gewölbedecke des ehemaligen Brauereikellers ein. Die weit verzweigten Gewölbekeller reichen bis unter die nahe gelegenen Mehrfamilienhäuser in der Max-Planck-Straße 16, 18 und 20, deren 50 Bewohner daher evakuiert wurden, bis Statiker zwei Tage später Entwarnungen geben konnten. Einige der Gebäudegründungen gehen durch die Brauerei-Gewölbe.

### Gaststätte Felsenhalle

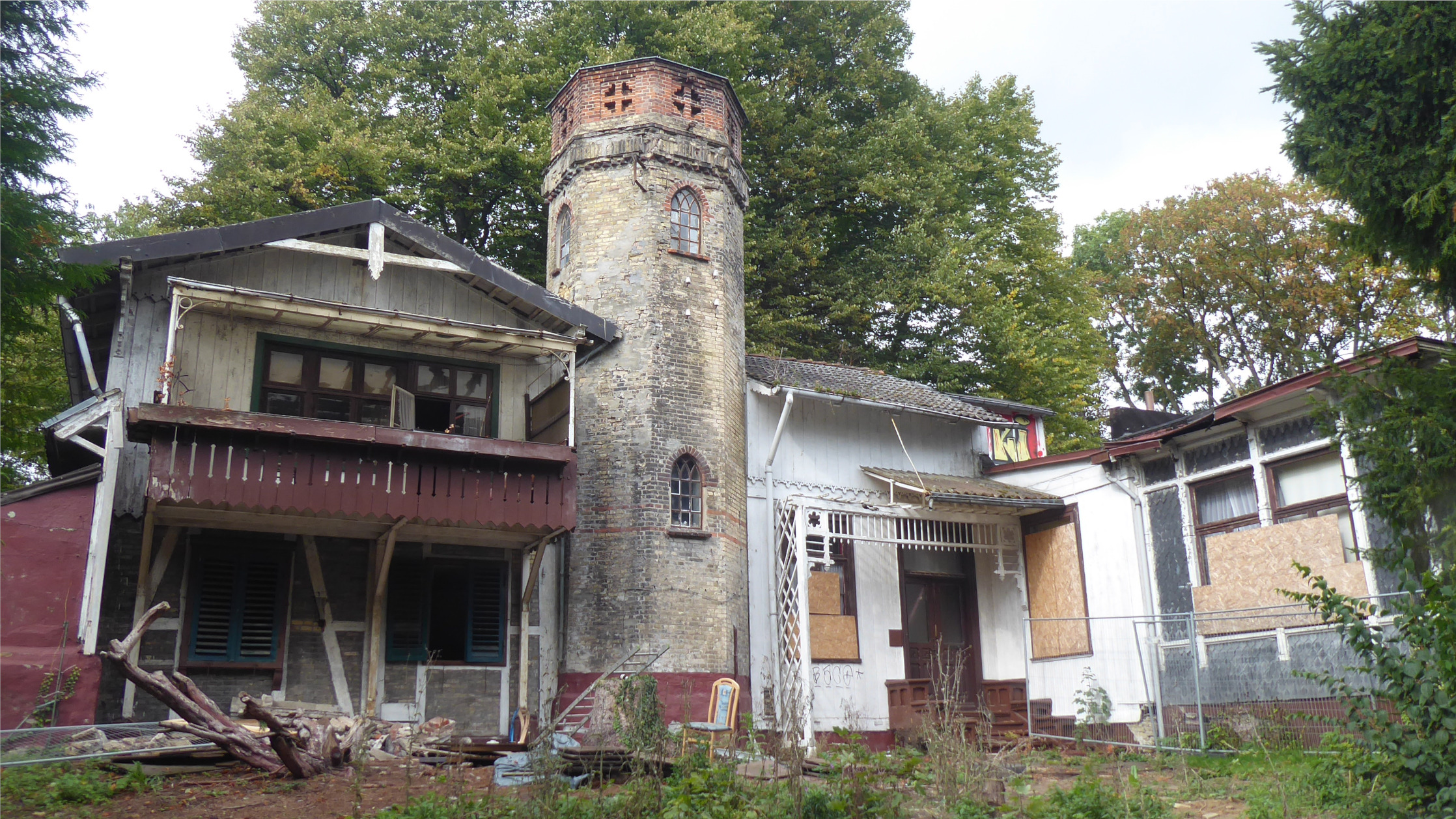
Gaststätte Felsenhalle (2022)

Das Ausflugslokal Felsenhalle der Brauerei Willrodt wurde 1846 erbaut. Zum Lokal gehört ein achteckiger Turm, der als Hebevorrichtung für die Bierfässer und als Aussichtsturm für Gäste der Gastwirtschaft diente. Ab 1876 war das Gelände im Besitz der Kieler Actien-Brauerei und das Ausflugslokal diente ihren Direktoren als Wohnhaus. 1917 wurde der Braubetrieb auf dem Gelände eingestellt. Im Zweiten Weltkrieg wurde das oberirdische Gebäude teilweise zerstört und nur notdürftig instand gesetzt. Die Lindenallee, die zur ehemaligen Felsenhalle führt, sowie Teile des Gebäudes und der Turm existieren noch. Das denkmalgeschützte Gebäude diente lange als Wohngebäude. Das zunehmend verfallende Bauwerk gilt als nicht sanierbar.
Die Gebäude sollen abgerissen und dafür drei Wohngebäude mit insgesamt 30 Wohnungen errichtet werden. Dazu wurde von einem Architekturbüro ein Plan vorgestellt, bei dem die denkmalgeschützten Keller unter dem Gebäude, die als Rückzugsort für Fledermäuse gelten, sowie der Turm und ein Teil des seit 50 Jahren nicht mehr gepflegten Landschaftsgartens erhalten bleiben.